# Chambre de commerce et d'industrie de Sète - Frontignan - Mèze

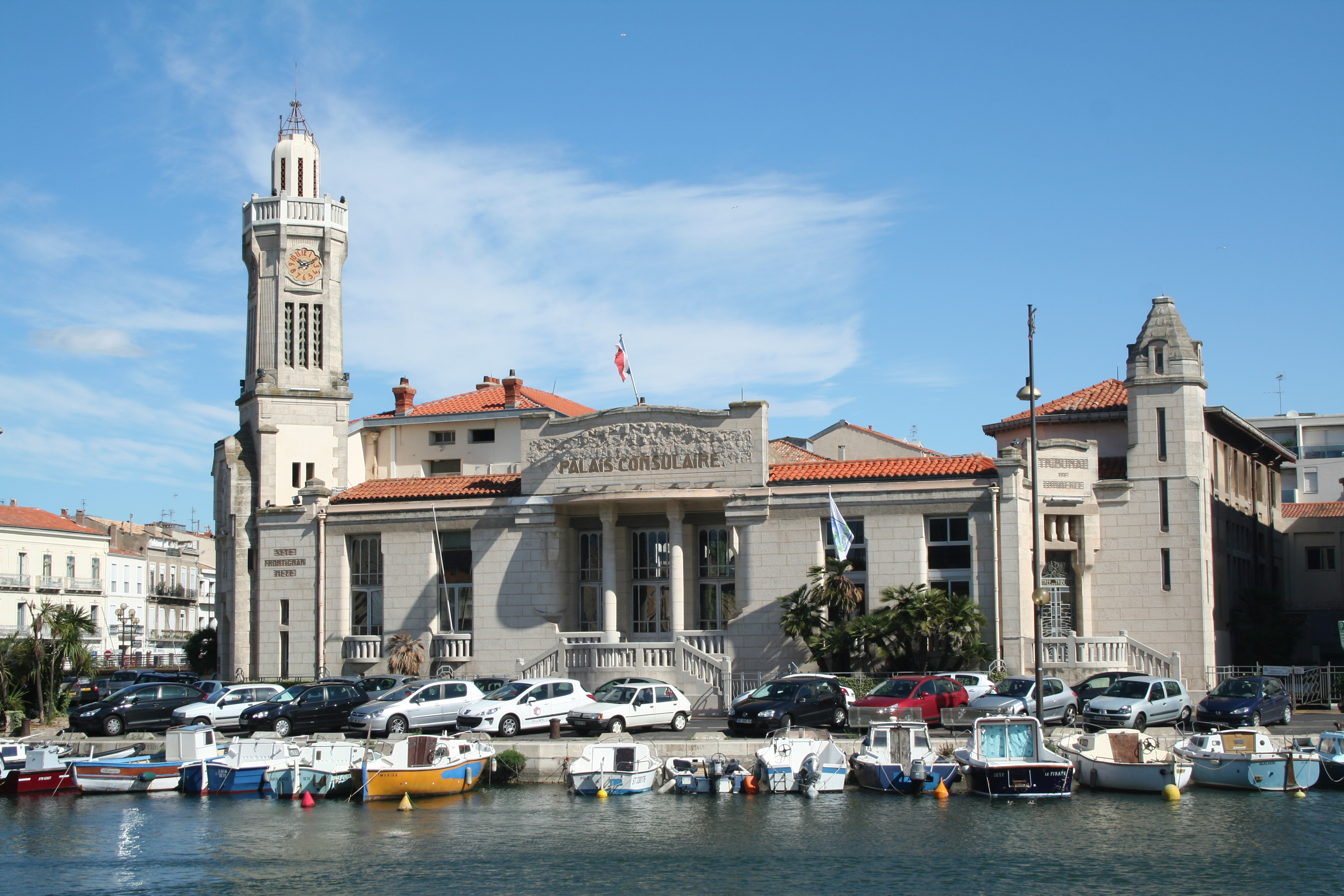
Chambre de commerce

La Chambre de Commerce et d'Industrie de Sète - Frontignan - Mèze est l'une des trois CCI du département de l’Hérault. Son siège était à Sète, 278 avenue Maréchal Juin.
À ce titre, elle est un organisme chargé de représenter les intérêts des 5 746 entreprises commerciales, industrielles et de service de l’arrondissement de Sète et de leur apporter certains services. C'est un établissement public qui gère en outre des équipements au profit de ces entreprises.
Comme toutes les CCI, elle est placée sous la double tutelle du Ministère de l'Industrie et du Ministère des PME, du Commerce et de l'Artisanat.
Elle fait partie de la chambre régionale de commerce et d'industrie du Languedoc-Roussillon.
Depuis le 01 janvier 2017, les CCI de Béziers, Montpellier et Sète ont fusionné pour donner naissance à la CCI Hérault.

## Service aux entreprises
- Centre de formalités des entreprises
- Assistance technique au commerce
- Assistance technique à l'industrie
- Assistance technique aux entreprises de service
- Point A (apprentissage)

Depuis le 1er janvier 2008, la CCI n'assure plus l'exploitation des concessions Pêche et Commerce du port de Sète. En effet, à la suite des désaccords avec la Région Languedoc-Roussillon sur la constitution d'une société portuaire, la région a décidé de reprendre en direct la gestion du port de commerce de Sète.
Depuis le 1er janvier 2011, la CCI n'assure plus l'exploitation du port de plaisance. En effet, la région a repris cette concession.

## Historique
Le palais consulaire est dû à l'architecte Adolphe Dervaux, qui l'a construit dans un style art déco orientalisante. Il se distingue par son campanile en forme de minaret - signe des liens étroits entre le port et l’Afrique du Nord.
2009 : mise sous tutelle renforcée à la suite d'une gestion calamiteuse du président en place.
2010 : élection de la nouvelle équipe consulaire.
2013 : vente du Palais consulaire à la région Région Languedoc-Roussillon et déménagement dans de nouveaux locaux.
2017 : Création de la CCI Hérault

Le palais consulaire de Sète est inscrit au titre des monuments historiques le 10 décembre 2021

## Fonds d'archives
- Fonds : Chambre de Commerce et d'Industrie de Sète (1846-1997).  Cote : 6 ETP. Montpellier : Archives départementales de l'Hérault (présentation en ligne).

## Pour approfondir